# No.5
No.5 è un album in studio della boy band sudcoreana 2PM, pubblicato nel 2015. Il disco fa parte della discografia coreana del gruppo.

## Tracce
1. My House (우리집) – 3:07
2. Nobody Else – 4:08
3. Hallucination (환각) – 3:33
4. Not The Only One (너만의 남자) – 3:17
5. Hotter Than July (여름보다 뜨거운 너) – 3:38
6. About To Go Insane (미칠 것 같아) – 3:28
7. Red – 3:46
8. Wanna Love You Again – 4:05
9. Know Your Mind – 3:29
10. Magic – 3:07
11. Jump – 3:08
12. Good Man – 3:45